# Pacific Overtures (musical)
Pacific Overtures é um musical com letra e música de Stephen Sondheim, livreto escrito por John Weidman e material adicional por Hugh Wheeler. A história se passa no Japão de 1853, e segue a difícil ocidentalização do país, através da vida de dois amigos afetados neste processo, com todas as consequências deste contato nas antigas tradições, com séculos de existência, do país. O título do musical é uma ironia, apontando para a "insinuação" como uma forma musical, ressaltando que as iniciativas das potências ocidentais para a exploração comercial da nação do Pacífico foram tudo menos "pacíficas"  aberturas. Construído em torno de uma escala pentatônica quase japonesa, o musical mostra o contraste entre a contemplação e resignação dos japoneses, em canções como "There is No Other Way", com a ingenuidade ocidental, em "Please Hello" e "Pretty Lady".
O musical original da Broadway, de 1976, foi apresentado em estilo kabuki, com homens representando o papel de mulheres e com as mudanças de cenário e vestuário feitas na frente da platéia. Ele estreou com críticas mistas e encerrou a carreira com menos de seis meses de exibição, mesmo assim sendo indicado para dez prêmios Tony. 
Através das décadas seguintes a seu lançamento, "Overtures" tem sido apresentado diversas vezes por companhias de ópera.

## Produção
O musical estreou na Broadway, no  Winter Garden Theatre, em 11 de janeiro de 1976, com direção de Harold Prince, coreografia de Patricia Birch, cenário de Boris Aronson, vestuário de Florence Klotz e iluminação de Tharon Musser. No elenco original estavam Mako, Soon-Tek Oh, Yuki Shimoda, Sab Shimono, entre outros. Sua carreira durou até 27 de junho, completando um total de 176 apresentações.

## Prêmios
Indicado para dez Prêmios Tony, Pacific Overtures ganhou dois deles, Melhor Cenário (Aronson) e Melhor Vestuário (Klotz), também vencedores do Drama Desk Award.